# Římskokatolická farnost Konice u Znojma
Římskokatolická farnost Konice u Znojma je územní společenství římských katolíků s farním kostelem svatého Jakuba Staršího ve znojemském děkanství.

## Historie farnosti
Ves Konice byla od prvních známých písemných zmínek na přelomu 13. a 14. století až do století devatenáctého majetkem premonstrátského řádu. Fara byla v obci pravděpodobně již ve 14. století, asi v roce 1630 však zanikla a kostel se stal filiální do Mikulovic (vesnice asi 10 km severně od Znojma, tehdy rovněž pod strahovským patronátem). Službu zde však obstarávali kněží z blízkého premonstrátského kláštera v Louce (v letech 1730 až 1732 například i Prokop Diviš), kteří byli ustanoveni při faře sv. Mikuláše ve Znojmě.
Strahovský opat Gabriel Kašpar v září 1763 zřídil v Konicích lokální expozituru. V roce 1784 se lokalista stal samostatným farářem na nově zřízené faře přímo podřízené Strahovskému klášteru. V roce 1909 byl v obci postaven nový kostel.

## Duchovní správci
Od znovuzřízení samostatné farnosti v roce 1784 ji až do roku 1945 spravovali premonstráti.
- r. 1838 Evermond Edvard Batka (16.05.1797 Jánský Vrch u Javorníku, 31.05.1873 Konice)
- František Vodák (* 29.10.1905 Štěpánov), vysvěcen 05.07.1930 v Brně[2]
- 1948-1981 Ondřej Miloslav Zatloukal († 30.01.1985), Ordo Praemonstratensis, další duchovní správci už v Konicích působili jako administrátoři excurrendo.[1]
- František Kubaš (* 08.12.1921 Popelín), vysvěcen 05.07.1947 v Brně, od r. 1973 administrátor Znojmo-Louka, administrátor excurrendo Dyje a Konice[3]
- 1. září 2011 P. Quirin Ján Barník, Ordo Praemonstratensis, administrátor excurrendo[4]
- 1. října 2018 D. ICLic. Mgr. Marian Jiří Husek, Ordo Praemonstratensis, administrátor excurrendo[5]

- srpen 2019 diecézní kněz R. D. Ing. Ladislav Bublán, administrátor excurrendo[6]

## Bohoslužby
| Kostel                  | Místo  | Bohoslužba (den) | Hodina    | Poznámka     |
| ----------------------- | ------ | ---------------- | --------- | ------------ |
| svatého Jakuba Staršího | Konice | neděle středa    | 8.00 7.30 | farní kostel |

## Aktivity ve farnosti
Dnem vzájemných modliteb farností za bohoslovce a bohoslovců za farnosti brněnské diecéze je 19. duben. Adorační den připadá na 28. srpen.
Na území farnosti se pravidelně koná tříkrálová sbírka. V roce 2014 se při ní vybralo celkem 17 356 korun (v Konicích 12 084 korun a v Popicích 5 272 korun). V roce 2017 činil její výtěžek v Konicích 8 523 korun a v Popicích 5 059 korun.